# Karl Albrecht (Theologe)

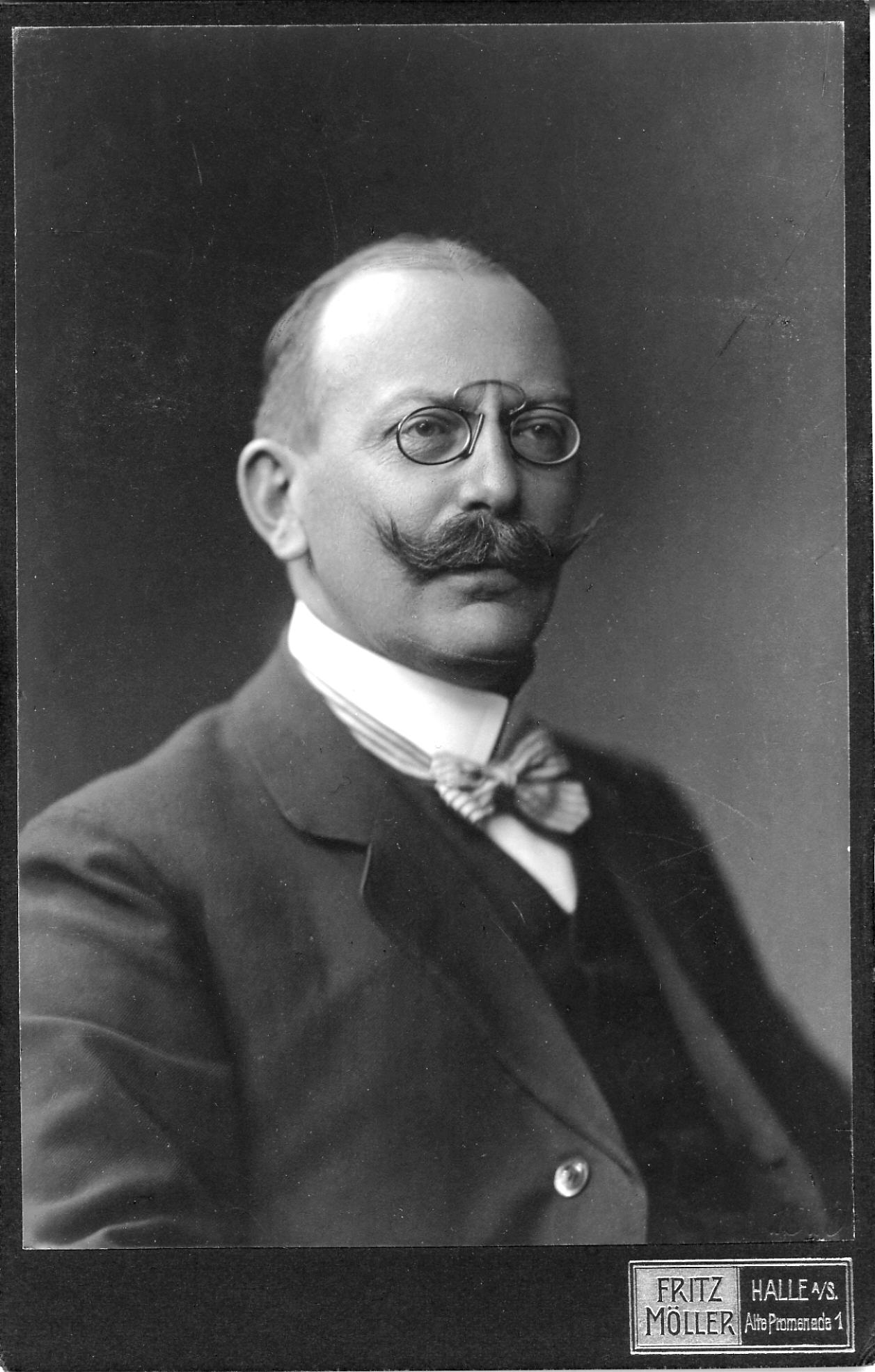
Karl Albrecht (1910)

Karl Adolf Friedrich Nicolaus Albrecht (* 21. Februar 1859 in Bergen auf Rügen; † 21. Dezember 1929 in Oldenburg in Oldenburg) war Philologe, lutherischer Theologe und Orientalist.

## Leben
Karl Albrecht war der Sohn des Kanzlisten Carl Heinz Moritz Albrecht (1829–1891) und der Caroline Marie Catherine, geb. Krüger (1826–1868). Er besuchte von 1871 bis 1879 das Gymnasium in Greifswald. Anschließend folgten Studien der Theologie, Germanistik, lateinische und hebräische Philologie an den Universitäten Greifswald, Rostock und Berlin in den Jahren 1879 bis 1885. Im Wintersemester 1879/80 wurde er Mitglied der Burschenschaft Germania Greifswald. Von 1885 bis 1886 war Albrecht Probelehrer in Pyritz und danach von 1886 bis 1896 als Oberlehrer an der Großen Stadtschule in Wismar angestellt. Als einer der ersten Lehrer bezog er die zeitgenössischen Schriftsteller in den Schulunterricht ein. 1890 promovierte Albrecht an der Universität Göttingen. In den Jahren 1895 bis 1929 folgte eine Oberlehrertätigkeit an der Oberrealschule in Oldenburg, an der er bis 1924 unterrichtete und anschließend sein Ruhestand in Oldenburg i.O.

## Ehrungen
Die Theologische Fakultät der Universität Bonn verlieh ihm die Würde eines Licentiaten der Theologie h.c., die Universität Heidelberg die Würde eines Doktors der Theologie h.c.

## Familie
Karl Albrecht heiratete 1886 Helene Möller (1864–1900) und nach deren Tod 1901 deren Schwester Christine (1862–1922).

## Veröffentlichungen
Albrecht verfasste eine Reihe umfangreicher Untersuchungen zur späthebräischen Sprache und Literatur, veröffentlichte Studien zur spanisch-jüdischen Dichterschule und edierte die Texte der Mischna, der Sammlung jüdischer Religionsgesetze, die dem Talmud als Grundlage dienen. Daneben publizierte er auch Arbeiten über Johann Georg Pfranger und Paul de Lagarde sowie zahlreiche literaturgeschichtliche Aufsätze. Seine Werke waren unter anderem:
- Register zur Zeitschrift für die alttestamentliche Wissenschaft Band I-XXV, 1881–1905.
- Die Insel Rügen. Praktischer Führer nach und auf der Insel (= Grieben’s Reise-Bibliothek. Band 65); ab 7. Auflage 1885 bis in die zwanziger Jahre
- Die im Tahkemöni vorkommenden Angaben über Harizis Leben, Studien und Reisen, Göttingen, 1890.
- Johann Georg Pfranger. Sein Leben und seine Werke, Wismar, 1894.
- Halems und Schillers Wallenstein, Euphorion VI 1899 S. 290 ff.
- Paul de Lagarde, Berlin, 1901.
- Studien zu den Dichtungen Abrahams ben Ezra, 1904.
- Die neuhebräische Dichterschule der spanisch-arabischen Epoche, 1905.
- Aus der Heimat – über die Heimat. Sammlung von Lesestücken für Schulen im Großherzogtum Oldenburg, Frankfurt a. M., 1908.
- Der Literarisch-gesellige Verein zu Oldenburg 1890-1909, Oldenburg, 1909.
- Neuhebräische Grammatik auf Grund der Mischna, Clavis linguarum semiticarum 5, Beck, München, 1913.
- Die fünfte Pforte aus Mose ibn Ezras Buch der Tegnis.
- Die Mischna, 4 Bde., 1913–1922.
- Oldenburger Spaziergänge und Ausflüge, Oldenburg, 1924.

In der von Beer und Holtzmann herausgegebenen Mischna (Töpelmann, Gießen) bearbeitete Albrecht die Traktate: Kil’ajim 1914, Challa 1913, Orla 1916, Bikkurim 1922. Außerdem zeichnete er seit 1914 mit Salomon Funk und Nivard Schlögl als Herausgeber der Monumenta Talmudica, Orion Verlag, Wien & Leipzig.